# Sterrehof (Utrecht)
De Sterrehof is een hofje in de Nederlandse stad Utrecht. In 1991 verscheen het op de lijst van Gemeentemonumenten. Het hofje is sinds 2001 gewaardeerd als rijksmonument.
Stichter van het hofje was in 1873 de Liefdadige Vereniging van de Heilige Joseph. De Sterrenhof werd ter huisvesting van arme parochianen van de nabijgelegen Walsteegkerk (ook wel Sint Dominicuskerk genoemd) gebouwd, direct aan de westzijde van de oude binnenstad nabij het Sterrenbos waaraan het zijn naam ontleent. Het hofje bestaat uit drie woonblokken die in een U-vorm staan met in het midden een klein plantsoen.
De in 1872 opgerichte vereniging liet in haar beginjaren ook aan de Oude Daalstraat en de 1e Daalsedijk in Utrecht huisjes bouwen, die eveneens voor minvermogenden waren bestemd.
De vereniging verkocht in 1976 haar huizenbestand inclusief dit hofje aan de gemeente Utrecht. Vervolgens kwam de Sterrehof in 1992 in handen van de woningcorporatie Mitros, die de bewoners na jarenlange onzekerheid en een uiteindelijke korte procedure uitzette in 2006. In diezelfde periode werd een klein aantal woningen na vertrek van enkele bewoners gekraakt. Nadat de krakers op hun beurt waren uitgezet, werd het hofje volgens plan als medegedeeld aan de voormalige rechtmatige huurders door een nieuwe eigenaar/projectontwikkelaar verbouwd tot koophuizen/appartementen in de periode september 2006 - januari 2008.